# Вітнівілл (Мен)
Вітнівілл (англ. Whitneyville) — місто (англ. town) в США, в окрузі Вашингтон штату Мен. Населення — 202 особи (2020).

## Демографія
Згідно з переписом 2010 року, у місті мешкало 220 осіб у 101 домогосподарстві у складі 61 родини. Було 127 помешкань
Расовий склад населення:
| - 98,2 % — білих - 0,5 % — чорних або афроамериканців - 0,5 % — азіатів |

До двох чи більше рас належало 0,0 %. Частка іспаномовних становила 2,7 % від усіх жителів.
За віковим діапазоном населення розподілялося таким чином: 15,0 % — особи молодші 18 років, 69,1 % — особи у віці 18—64 років, 15,9 % — особи у віці 65 років та старші. Медіана віку мешканця становила 47,0 року. На 100 осіб жіночої статі у місті припадало 107,5 чоловіків;  на 100 жінок у віці від 18 років та старших — 110,1 чоловіків також старших 18 років.
Середній дохід на одне домашнє господарство  становив 42 479 доларів США (медіана — 35 250), а середній дохід на одну сім'ю — 43 073 долари (медіана — 34 583). Медіана доходів становила 32 083 долари для чоловіків та 35 625 доларів для жінок. За межею бідності перебувало 26,0 % осіб, у тому числі 55,2 % дітей у віці до 18 років та 10,8 % осіб у віці 65 років та старших.
Цивільне працевлаштоване населення становило 86 осіб. Основні галузі зайнятості: освіта, охорона здоров'я та соціальна допомога — 29,1 %, сільське господарство, лісництво, риболовля — 19,8 %, роздрібна торгівля — 16,3 %.